# Haddeby Sogn
Haddeby Sogn (på ældre dansk delvis Hadeby Sogn, på tysk Kirchspiel Haddeby) er et sogn i det centrale Sydslesvig omkring Hedeby, tidligere i Arns Herred (Gottorp Amt) eller Sankt Johannes Klosters Distrikt med mindre dele i Hytten Herred, nu kommunerne Borgvedel, Bustrup, Dannevirke, Fartorp, Geltorp, Gyby, Jagel, Lottorp og Selk i Slesvig-Flensborg og Rendsborg-Egernførde Kreds i delstaten Slesvig-Holsten.
I Haddeby Sogn findes flg. stednavne:
- Borgvedel (Burgwedel)
- Bustrup (Busdorf)
- Esbrem (Esprehm)
- Fartorp, Farup[1], Fardrup[2] (Fahrdorf)
- Geltorp (Geltorf)
- Gyby (Güby)[3]
- Jagel eller Hjagel
- Klosterskov
- Kurborg
- Lille Dannevirke (Dannewerk)
- Lottorp (Lottorf)
- Lopsted (Loopstedt)
- Melkil [4]
- Nedre Selk
- Nyager (Neukoppel)
- Ovre Selk
- Rødekro (Rothenkrug)
- Stegsvig (Stexwig)
- Store Dannevirke
- Vedelspang (Wedelspang)
- Østerled[5] el. Østerlede (Osterlieth)

Bustrup, Dannevirke, Haddeby og Ovre Selk hørte til Arns Herred. Borgvedel, Fartorp, Geltorp, Jagel, Nedre Selk, Lottorp, Lopsted og Stegsvig hørte til Sankt Johannes Klosters Distrikt. En del af Esbrem hørte til Hytten Herred.